# Vendémian
Vendémian é uma comuna francesa na região administrativa de Occitânia, no departamento de Hérault. Estende-se por uma área de 16,89 km². Em 2010 a comuna tinha 1 116 habitantes (densidade: 66,1 hab./km²).